# 国際三人将棋
国際三人将棋（こくさいさんにんしょうぎ）は、日本で発表された盤上遊戯であり、将棋類のひとつである。『将棋月報』誌1933年（昭和8年）新年号に、谷ヶ崎治助によって発表され、ウェブ上に再掲した『カピタンリバイバル』では「本格的な3人将棋としては唯一のもの」としている。
発表年には異説もあり、上記の『将棋月報』に従うなら1933年であるが、『世界の将棋』（梅林勲）では1931年としており、また『カピタンリバイバル』にも実戦例として掲載した対局は1932年のものである。

## ルール

### 初期配置
3人で行うゲームで、一辺が7マスの正六角形のマス目を持つ盤（マスの総数は127）と、8種54個の駒を用いる。盤の最外辺のうち、1つおきの3つの辺の外周が一直線（このマスのみ五角形）になっており、3人のプレイヤーはこの部分を自陣として、図1のように駒を配置する。

### 駒と動き
駒は以下の8種類があり、駒ごとに動き方が異なる。日本将棋の玉将に相当するのは「輿論」であるが、輿論（成駒の旭光も含む）を詰める以外に、楽園（図1の中央にある色を付けたマス）に輿論（旭光）が入っても勝ちとなる。
動きの図示は図2を参照。マス目の書かれたところに移動でき、矢印の方向には何マスでも進める（敵味方に関係なく、他の駒を飛び越すことはできない）。マス目が六角形であるため、以下では駒の動きを時計の表現で「○時の方向」と称する。たとえば「3時の方向」は右隣の隣接するマス（奇数時は隣接マスになる）、「8時の方向」は左下の頂点方向に1つおいたマス（偶数時は頂点方向のマスになる）となる。
成りは敵陣（他2者の自陣三段目まで）か、楽園に入るときか、敵陣または楽園から出るときに行える。楽園を通過するだけでは成りの条件を満たさない。成・不成の選択は自由であるが、行き所のない場所と同盟者の陣地内では必ず成らなければならない。
輿論（よろん）・旭光（きょくこう）
輿論は隣接する6方向に1マスずつ動ける。ただし最初に動くときで、後述する同盟を行っておらず、絶手（王手に相当）をかけられていないときには、自陣内の任意の空いたマスに移動できる。
成ると旭光で、隣接および頂点方向の合計12方向に何マスでも進める。また、旭光の利きにあり、他の駒の連絡のない敵の駒を動かずに取ることができる。これを「光殺」という。
軍教（ぐんきょう）・竜化（りゅうか）
軍備と教育のことで、前および横の隣接する方向（1時・3時・9時・11時）と後ろの頂点方向（6時）に何マスでも進める。
成ると竜化で、隣接する6マス（1時・3時・5時・7時・9時・11時）の方向に何マスでも進める。
外交（がいこう）・魔叉（ましゃ）
頂点方向の6マス（12時・2時・4時・6時・8時・10時）に何マスでも進める。
成ると魔叉で、外交の動きのほか、隣接する6マスに1つずつ動ける。
金権（きんけん）
前および横の隣接4マス、および前後の頂点方向（12時・1時・3時・6時・9時・11時）に1マスずつ動ける。不成。
税関（ぜいかん）
横の隣接マスと斜めの頂点方向（2時・3時・4時・8時・9時・10時）に1マスずつ動ける。不成。
殖貿（しょくぼう）・宝（たから）
殖産と貿易の意味で、斜めの隣接マスと斜め前の頂点方向（1時・2時・5時・7時・10時・11時）に1マスずつ動ける。
成ると宝で、元の動きに加えて、前後の頂点方向（12時・6時）に何マスでも動けるようになる。
宣電（せんでん）・化（か）
隣接する前斜め方向（1時・11時）に何マスでも動ける。
成ると化で、隣接する前後の斜め（1時・5時・7時・11時）に何マスでも動けるようになる。
尖占（せんせん）・弗（どる）
隣接する前斜め方向に1マスずつ動ける。
成ると弗で、金権と同じ動きになる。

### ゲームの始め方と目的
3人で行うため、先手・中手・後手を決めて左回りに座り（先手から見て右側に中手が、左側に後手が来る）、この順に1手ずつ指していく。途中で誰かの輿論（旭光）が詰められたらそのプレイヤーの負けで、敗者の駒を盤上から除き、その状態から詰めた者が先手となって2人でゲームを継続する。
楽園に他のプレイヤーの駒の利きがない状態で輿論（旭光）が入れば、その時点でゲームが終了し、輿論（旭光）が入ったプレイヤーが勝者となる。

### 同盟
任意の2人が同盟を組むことができる。同盟の方法には以下の2つがある。
- 宣言同盟 - 対局前または対局途中に[5]、宣言によって同盟を組むことができる。
- 突発同盟 - 輿論（旭光）が詰まされるのを防ぐ場合を除き、2人が同時に別の1人に対して攻撃を仕掛けたとき、攻撃を仕掛けた2人の同盟となる。同盟を拒否することはできない。

突発同盟にいう「攻撃」は、王手・詰めろのほか、駒損をさせる指し手や（駒の強さは「軍教・外交」＞「金権・税関・殖貿・宣電」＞「尖占」とする）、一者が他者の駒利きを利用して第三者に攻撃を行ったときをいう。
同盟を行った側は、以下の権利を失う。
- 輿論は旭光に成れない。すでに旭光に成っているときは同盟を組めない。
- 輿論が最初に動くときも、本来の動きしかできない（自陣内を自由に動く権利を失う）。
- 輿論が楽園に入っても勝ちにならない。
- 同盟者のいずれかの輿論が詰められれば、同盟側の負けになる。
- 同盟者間で絶手（王手）をかけられない。
- 同盟者を助けるためか、交換を行う場合を除き、同盟者の駒を取れない。
- 同盟者は絶手を逃れるために2手使うことができるが、このときには自分の手番を1回失う。
- 同盟者間であっても会話は行えない。
- 同盟していない相手を詰ませるまで、同盟を途中で解消することはできない。

同盟が組まれたとき、同盟に対する側は以下の権利を得る。
- 自動的に、輿論は旭光に成る。
- どちらか一方の輿論を詰ませれば勝ちになる。

### その他
日本将棋と同じく、取った駒を持ち駒とすることができる。ただし最初に負けた者が盤上から取り除いた駒は使えない。二尖占（二歩）は禁じ手ではないが、打ち尖占詰め（打ち歩詰め）は反則である。絶手放置、行き所のない駒の移動・打ちも禁じ手となる。なお反則は対戦終了前に指摘しないと無効になる。
持将棋は国際将棋研究会発行の『三人将棋』に記載の数表（本項では省略）から各駒の点数を算出し、その合計によって勝敗を定める。